# Generální prokuratura Slovenské republiky
Generální prokuratura Slovenské republiky (slovensky Generálna prokuratúra Slovenskej republiky, zkráceně GP SR) je nejvýše postaveným orgánem prokuratury na Slovensku. Sídlem úřadu je Bratislava a v jeho čele stojí generální prokurátor, volený Národní radou a jmenovaný prezidentem. V České republice Generální prokuratuře svým postavením odpovídá Nejvyšší státní zastupitelství v Brně.

## Chronologický přehled generálních prokurátorů
Přehled generálních prokurátorů od roku 1990:
| Pořadí | Generální prokurátor           | V úřadě                                | Rok volby |
| ------ | ------------------------------ | -------------------------------------- | --------- |
| 1.     | Vojtech Bacho                  | 28. srpna 1990 – 9. listopadu 1994     | 1990      |
| 2.     | Ľudovít Hudek                  | 16. listopadu 1994 – 13. prosince 1994 | 1994      |
| 3.     | Michal Vaľo                    | 31. ledna 1995 – 31. ledna 1999        | 1995      |
| 4.     | Milan Hanzel                   | 1. února 1999 – 31. ledna 2004         | 1999      |
| 5.     | Dobroslav Trnka                | 1. února 2004 – 2. února 2011          | 2003      |
|        | Ladislav Tichý (zastupující)   | 3. února 2011 – 17. července 2013      |           |
| 6.     | Jaromír Čižnár                 | 17. července 2013 – 10. srpna 2020     | 2013      |
|        | Viera Kováčiková (zastupující) | 10. srpna 2020 – 9. prosince 2020      |           |
| 7.     | Maroš Žilinka                  | 10. prosince 2020 – dosud              | 2020      |